# بيروفات الصوديوم
 بيروفات الصوديوم مركب كيميائي له الصيغة C3H3NaO3 يضاف عادةً إلى مستحضرات أوساط الخلايا كمصدر إضافي للطاقة.